# Nederlandse kampioenschappen schaatsen afstanden 1996 - 5000 meter vrouwen
De 5000 meter vrouwen op de Nederlandse kampioenschappen schaatsen afstanden 1996 werd gehouden op de ijsbaan Kardinge (Groningen) in februari 1996. Titelverdedigster was Carla Zijlstra, die de titel pakte tijdens de Nederlandse kampioenschappen schaatsen afstanden 1995.

## Statistieken

### Uitslag
| #      | Schaatser          | Tijd    |
| ------ | ------------------ | ------- |
| Goud   | Tonny de Jong      | 7.49,45 |
| Zilver | Martine Oosting    | 7.57,43 |
| Brons  | Sandra 't Hart     | 8.02,52 |
| 4      | Barbara de Loor    | 8.04,85 |
| 5      | Marieke Wijsman    | 8.05,24 |
| 6      | Sandra de Ronde    | 8.11,69 |
| 7      | Marja Vis          | 8.12,55 |
| 8      | Marianne Timmer    | 8.14,25 |
| 9      | Frouke Oonk        | 8.17,84 |
| 10     | Marijke Kulik      | 8.24,89 |
| 11     | Antoinette Voskuil | 8.26,18 |
| 12     | Kirsten Mooy       | 8.35,48 |

## Uitslag
- Uitslagen NK Afstanden 1996 op SchaatsStatistieken.nl

1987 · 
1988 · 
1989 · 
1990 · 
1991 · 
1992 · 
1993 · 
1994 · 
1995 · 
1996 · 
1997 · 
1998 · 
1999 · 
2000 · 
2001 · 
2002 · 
2003 · 
2004 · 
2005 · 
2006 · 
2007 · 
2008 · 
2009 · 
2010 · 
2011 · 
2012 · 
2013 · 
2014 · 
2015 · 
2016 · 
2017 · 
2018 · 
2019 · 
2020 · 
2021 · 
2022 · 
2023 · 
2024 · 
2025